# Liste der Staatsoberhäupter 1916
Übersicht
◄◄ | ◄ | 1912 | 1913 | 1914 | 1915 | Liste der Staatsoberhäupter 1916 | 1917 | 1918 | 1919 | 1920 | ► | ►►

Weitere Ereignisse

## Afrika
- Ägypten (1914–1936 britisches Protektorat)
  - Staatsoberhaupt: Sultan Hussein Kamil (1914–1917)
  - Regierungschef: Ministerpräsident Hussein Rushdi Pascha (1914–1919)
  - Britischer Hochkommissar: Henry McMahon (1915–1917)

- Äthiopien
  - Staats- und Regierungschef:
    - Kaiser Iyasu V. (1913–27. September 1916) (1910–1911 Regent)
    - Kaiserin Zauditu (27. September 1916–1930)
    - Regent: Ras Tafari Makonnen (1916–1930) (1930–1974 Kaiser)

- Liberia
  - Staats- und Regierungschef: Präsident Daniel E. Howard (1912–1920)

- Südafrika
  - Staatsoberhaupt: König Georg V. (1910–1936)
    - Generalgouverneur: Sydney Buxton, 1. Viscount Buxton (1914–1920)

  - Regierungschef: Ministerpräsident Louis Botha (1910–1919) (1907–1910 Ministerpräsident von Transvaal)

## Amerika

### Nordamerika
- Kanada
  - Staatsoberhaupt: König Georg V. (1910–1936)
    - Generalgouverneur:
      - Arthur, 1. Duke of Connaught and Strathearn (1911–11. November 1916)
      - Victor Cavendish, 9. Duke of Devonshire (11. November 1916–1921)

  - Regierungschef: Premierminister Robert Borden (1911–1920)

- Mexiko
  - Staats- und Regierungschef: Präsident Venustiano Carranza (1914, 1915–1920)

- Neufundland
  - Staatsoberhaupt: König Georg V. (1910–1936)
    - Gouverneur: Walter Edward Davidson (1913–1917)

  - Regierungschef: Premierminister Edward Morris (1909–1917)

- Vereinigte Staaten von Amerika
  - Staats- und Regierungschef: Präsident Woodrow Wilson (1913–1921)

### Mittelamerika
- Costa Rica
  - Staats- und Regierungschef: Präsident Alfredo González Flores (1914–1917)

- Dominikanische Republik (1916–1924 von den USA besetzt)
  - Staats- und Regierungschef:
    - Präsident Juan Isidro Jiménez (1899–1902, 1914–7. Mai 1916)
    - Rat der Staatssekretäre (7. Mai 1916–31. Juli 1916)
    - Präsident Francisco Henríquez y Carvajal (31. Juli 1916–29. November 1916) (kommissarisch)
    - Militärgouverneur Harry Shepard Knapp (29. November 1916–1918)

- El Salvador
  - Staats- und Regierungschef: Präsident Carlos Meléndez (1913–1914, 1915–1918)

- Guatemala
  - Staats- und Regierungschef: Präsident Manuel José Estrada Cabrera (1898–1920)

- Haiti (1915–1934 von den USA besetzt)
  - Staats- und Regierungschef: Präsident Philippe Sudré Dartiguenave (1915–1922)

- Honduras
  - Staats- und Regierungschef: Präsident Francisco Bertrand (1911–1912, 1913–1919)

- Kuba
  - Staats- und Regierungschef: Präsident Mario García Menocal (1913–1921)

- Nicaragua
  - Staats- und Regierungschef: Präsident Adolfo Díaz (1911–1917, 1926–1929)

- Panama
  - Staats- und Regierungschef:
    - Präsident Belisario Porras Barahona (1912–1. Oktober 1916, 1918–1920, 1920–1924)
    - Präsident Ramón Maximiliano Valdés (1. Oktober 1916–1918)

### Südamerika
- Argentinien
  - Staats- und Regierungschef:
    - Präsident Victorino de la Plaza (1914–12. Oktober 1916)
    - Präsident Hipólito Yrigoyen (12. Oktober 1916–1922, 1928–1930)

- Bolivien
  - Staats- und Regierungschef: Präsident Ismael Montes (1904–1909, 1913–1917)

- Brasilien
  - Staats- und Regierungschef: Präsident Venceslau Brás (1914–1918)

- Chile
  - Staats- und Regierungschef: Präsident Juan Luis Sanfuentes (1915–1920)

- Ecuador
  - Staats- und Regierungschef:
    - Präsident Leonidas Plaza Gutiérrez (1901–1905, 1912–1. September 1916)
    - Präsident Alfredo Baquerizo Moreno (1912, 1. September 1916–1920, 1931–1932)

- Kolumbien
  - Staats- und Regierungschef: Präsident José Vicente Concha (1914–1918)

- Paraguay
  - Staats- und Regierungschef:
    - Präsident Eduardo Schaerer (1912–15. August 1916)
    - Präsident Manuel Franco (15. August 1916–1919)

- Peru
  - Staatsoberhaupt: Präsident José Pardo y Barreda (1904–1908, 1915–1919) (1903–1904 Ministerpräsident)
  - Regierungschef: Ministerpräsident Enrique de la Riva-Agüero y Looz Corswaren  (1899–1900, 1915–1917)

- Uruguay
  - Staats- und Regierungschef: Präsident Feliciano Viera (1915–1919)

- Venezuela
  - Staats- und Regierungschef: Präsident Victorino Márquez Bustillos (1914–1922) (kommissarisch)

## Asien

### Ost-, Süd- und Südostasien
- Bhutan
  - Herrscher: König Ugyen Wangchuk (1907–1926)

- China
  - Staatsoberhaupt:
    - Kaiser Yuan Shikai (1. Januar–22. März 1916)
    - Präsident Yuan Shikai (22. März–6. Juni 1916)
    - Präsident Li Yuanhong (7. Juni 1916–1917)

  - Regierungschef:
    - Außenminister Xu Shichang (1914–23. April 1916)
    - Außenminister Duan Qirui (23. April–29. Juni 1916)
    - Premier des Staatsrats Duan Qirui (29. Juni 1916–1917)

- Britisch-Indien
  - Kaiser: Georg V. (1910–1936)
  - Vizekönig:
    - Charles Hardinge (1910–1916)
    - Frederic Thesiger (1916–1921)

- Japan
  - Staatsoberhaupt: Kaiser Yoshihito (1912–1926)
  - Regierungschef:
    - Premierminister Ōkuma Shigenobu (1914–9. Oktober 1916)
    - Premierminister Terauchi Masatake (9. Oktober 1916–1918)

- Nepal
  - Staatsoberhaupt: König Tribhuvan (1911–1955)
  - Regierungschef: Ministerpräsident Chandra Shamsher Jang Bahadur Rana (1901–1929)

- Siam (heute: Thailand)
  - Herrscher: König Vajiravudh (1910–1925)

### Vorderasien
- Persien (heute: Iran)
  - Staatsoberhaupt: Schah Ahmad Schah Kadschar (1909–1925)
  - Regierungschef:
    - Ministerpräsident Abdol Hossein Mirza Farmanfarma (1915–März 1916)
    - Ministerpräsident Sepahsālār-e A'zam-e Tonekāboni (März–August 1916)
    - Ministerpräsident Hassan Vosough al Dowleh (August 1916–1917)

### Zentralasien
- Afghanistan
  - Herrscher: Emir Habibullah Khan (1901–1919)

- Mongolei (umstritten)
  - Staatsoberhaupt: Bogd Khan (1911–1924)
  - Regierungschef: Ministerpräsident Sain Nojon Khan Shirindambyn Namnansüren (1912–1919)

- Tibet (umstritten)
  - Herrscher: Dalai Lama Thubten Gyatso (1913–1933)

## Australien und Ozeanien
- Australien
  - Staatsoberhaupt: König Georg V. (1910–1936)
  - Generalgouverneur: Sir Ronald Munro-Ferguson (1914–1920)
  - Regierungschef: Premierminister Billy Hughes (1915–1923)

- Neuseeland
  - Staatsoberhaupt: König Georg V. (1910–1936)
  - Gouverneur: Arthur Foljambe, 2. Earl of Liverpool (1912–1917)
  - Regierungschef: Premierminister William Massey (1912–1925)

## Europa
- Albanien (1916–1918 besetzt)
  - Staats- und Regierungschef: Vorsitzender der provisorischen Regierung Essad Pascha Toptani (1914–24. Februar 1916)

- Andorra
  - Co-Fürsten:
    - Staatspräsident von Frankreich: Raymond Poincaré (1913–1920)
    - Bischof von Urgell: Juan Benlloch y Vivó (1907–1919)

- Belgien (1914–1918 von Deutschland besetzt)
  - Staatsoberhaupt: König Albert I. (1909–1934)
  - Regierungschef: Ministerpräsident Charles Baron de Broqueville (1911–1918, 1932–1934) (1914–1918 im Exil)

- Bulgarien
  - Staatsoberhaupt: Zar Ferdinand I. (1887–1918) (bis 1908 Fürst)
  - Regierungschef: Ministerpräsident Wassil Radoslawow (1886–1887, 1913–1918)

- Dänemark
  - Staatsoberhaupt: König Christian X. (1912–1947) (1918–1944 König von Island)
  - Regierungschef: Ministerpräsident Carl Theodor Zahle (1909–1910, 1913–1920)

- Deutsches Reich
  - Kaiser: Wilhelm II. (1888–1918)
    - Reichskanzler: Theobald von Bethmann Hollweg (1909–1917)

  - Anhalt
    - Herzog: Friedrich II. (1904–1918)
      - Staatsminister: Ernst von Laue (1910–1918)

  - Baden
    - Großherzog: Friedrich II. (1907–1918)
      - Staatsminister: Alexander von Dusch (1905–1917)

  - Bayern
    - König: Ludwig III. (1913–1918)
      - Vorsitzender im Ministerrat: Georg Freiherr von Hertling (1912–1917)

  - Braunschweig
    - Herzog: Ernst August (1913–1918)

  - Bremen
    - Bürgermeister: Carl Georg Barkhausen (1904) (1906) (1911) (1913) (1916)

  - Reichsland Elsaß-Lothringen
    - Kaiserlicher Statthalter: Johann von Dallwitz (1914–1918)
      - Staatssekretär des Ministeriums für Elsaß-Lothringen: Siegfried Graf von Roedern (1914–1916)
      - Staatssekretär des Ministeriums für Elsaß-Lothringen: Georg Freiherr von Tschammer und Quaritz (1916–1918)

  - Hamburg
    - Erster Bürgermeister: Carl August Schröder (1912–1913) (1916)

  - Hessen-Darmstadt
    - Großherzog: Ernst Ludwig (1892–1918)
      - Präsident des Gesamtministeriums: Carl von Ewald (1906–1918)

  - Lippe
    - Fürst: Leopold IV. (1905–1918)

  - Lübeck
    - Bürgermeister: Johann Hermann Eschenburg (1911–1912) (1915–1916)

  - Mecklenburg-Schwerin
    - Großherzog: Friedrich Franz IV. (1897–1918)
      - Staatsminister: Adolf Langfeld (1914–1918)

  - Mecklenburg-Strelitz
    - Großherzog: Adolf Friedrich VI. (1914–1918)
      - Staatsminister: Heinrich Bossart (1908–1918)

  - Oldenburg
    - Großherzog: Friedrich August II. (1900–1918)
      - Staatsminister: Friedrich Julius Heinrich Ruhstrat (1908–1916)
      - Staatsminister: Franz Friedrich Ruhstrat (1916–1918)

  - Preußen
    - König: Wilhelm II. (1888–1918)
      - Ministerpräsident: Theobald von Bethmann Hollweg (1909–1917)

  - Reuß ältere Linie
    - Fürst: Heinrich XXIV. (1902–1918)
      - Regent: Heinrich XXVII. (Reuß jüngere Linie) (1908–1918)

  - Reuß jüngere Linie
    - Fürst: Heinrich XXVII. (Reuß jüngere Linie) (1913–1918)

  - Sachsen
    - König: Friedrich August III. (1904–1918)
      - Vorsitzender des Gesamtministeriums: Heinrich Gustav Beck (1914–1918)

  - Sachsen-Altenburg
    - Herzog: Ernst II. (1908–1918)

  - Sachsen-Coburg und Gotha
    - Herzog: Carl Eduard (1900–1918)
      - Staatsminister: Hans Barthold von Bassewitz (1914–1918)

  - Sachsen-Meiningen
    - Herzog: Bernhard III. (1914–1918)

  - Sachsen-Weimar-Eisenach
    - Großherzog: Wilhelm Ernst (1901–1918)

  - Schaumburg-Lippe
    - Fürst: Adolf II. (1911–1918)
    - Regierungschef: Staatsminister Friedrich von Feilitzsch (1898–1918)

  - Schwarzburg-Rudolstadt
    - Fürst: Günther Victor (1890–1918)

  - Schwarzburg-Sondershausen (ab 1909 in Personalunion mit Schwarzburg-Rudolstadt)
    - Fürst: Günther Victor (1909–1918)

  - Waldeck und Pyrmont (seit 1968 durch Preußen verwaltet)
    - Fürst: Friedrich (1893–1918)
    - Preußischer Landesdirektor: Wilhelm von Redern (1914–1918)

  - Württemberg
    - König: Wilhelm II. (1891–1918)
      - Präsident des Staatsministeriums: Karl von Weizsäcker (1906–1918)

- Frankreich
  - Staatsoberhaupt: Präsident Raymond Poincaré (1913–1920)
  - Regierungschef: Präsident des Ministerrats Aristide Briand (1915–1917)

- Griechenland
  - Staatsoberhaupt: König Konstantin I. (1913–1917)
  - Regierungschef:
    - Ministerpräsident Stephanos Skouloudis (1915–22. Juni 1916)
    - Ministerpräsident Alexandros Zaimis (22. Juni–16. September 1916)
    - Ministerpräsident Nikolaos Kalogeropoulos (16. September–10. Oktober 1916)
    - Ministerpräsident Spyridon Lambros (10. Oktober 1916–1917)

- Italien
  - Staatsoberhaupt: König Viktor Emanuel III. (1900–1946)
  - Regierungschef:
    - Ministerpräsident Antonio Salandra (1914–18. Juni 1916)
    - Präsident des Ministerrats Paolo Boselli (18. Juni 1916–1917)

- Liechtenstein
  - Herrscher: Fürst Johann II. (1858–1929)

- Luxemburg (besetzt)
  - Staatsoberhaupt: Großherzogin Maria-Adelheid (1912–1919)
  - Regierungschef:
    - Regierungspräsident Hubert Loutsch (1915–1916)
    - Regierungspräsident Victor Thorn (1916–1917)

- Monaco
  - Staatsoberhaupt: Fürst Albert I. (1889–1922)
    - Regierungschef: Staatsminister Émile Flach (1911–1917)

- Montenegro (besetzt)
  - Staatsoberhaupt: König Nikola I. Petrović-Njegoš (1860–1918) (bis 1910 Fürst)
  - Militär-Generalgouverneur: General Viktor Weber Edler von Webenau (26. Februar 1916–1917)
  - Regierungschef:
    - Ministerpräsident Milo Matanovic (1915–2. Januar 1916)
    - Ministerpräsident Lazar Mijuskovic (2. Januar–12. Mai 1916)
    - Ministerpräsident Andrija Radovic (12. Mai 1916–1917)

- Neutral-Moresnet (1915–1918 unter preußischer Verwaltung)
  - Staatsoberhaupt: König von Preußen Wilhelm II. (1888–1918)
    - Kommissar: Walter The Losen (1909–1918)

  - Bürgermeister: Wilhelm Kyll (1915–1918)

- Niederlande
  - Staatsoberhaupt: Königin Wilhelmina (1890–1948)
  - Regierungschef: Ministerpräsident Pieter Cort van der Linden (1913–1918)

- Norwegen
  - Staatsoberhaupt: König Haakon VII. (1906–1957)
  - Regierungschef: Ministerpräsident Gunnar Knudsen (1913–1920)

- Osmanisches Reich (heute: Türkei)
  - Herrscher: Sultan Mehmed V. (1909–1918)
  - Regierungschef: Großwesir Said Halim Pascha (1913–1917)

- Österreich-Ungarn
  - Staatsoberhaupt:
    - Kaiser Franz Joseph I. (1848–21. November 1916)
    - Kaiser Karl I. (21. November 1916–1918)

  - Regierungschef:
    - Ministerpräsident Karl Reichsgraf von Stürgkh (1911–21. Oktober 1916)
    - Ministerpräsident Ernst von Körber (31. Oktober–13. Dezember 1916)
    - Ministerpräsident Heinrich Graf von Clam-Martinic (20. Dezember 1916–1917)

- Portugal
  - Staatsoberhaupt: Präsident Bernardino Machado (1915–1917)
  - Regierungschef:
    - Ministerpräsident Afonso Augusto da Costa (1915–16. März 1916)
    - Ministerpräsident António José de Almeida (16. März 1916–1917)

- Rumänien
  - Staatsoberhaupt: König Ferdinand I. (1914–1927)
  - Regierungschef: Ministerpräsident Ion I. C. Brătianu (1914–1918)

- Russland
  - Zar Nikolaus II. (1894–1917)
  - Regierungschef: 
    - Ministerpräsident Iwan Logginowitsch Goremykin (1914–1916)
    - Ministerpräsident Boris Wladimirowitsch Stürmer (2. Februar 1916–10. November 1916)
    - Ministerpräsident Alexander Fjodorowitsch Trepow (10. November 1916–1917)

- San Marino
  - Capitani Reggenti:
    - Alfredo Reffi (1906–1907, 1910, 1915–1. April 1916) und Luigi Lonfernini (1910–1911, 1915–1. April 1916)
    - Onofrio Fattori (1898, 1902, 1905–1906, 1911–1912, 1. April 1916–1. Oktober 1916, 1922–1923) und Ciro Francini (1. April 1916–1. Oktober 1916, 1920)
    - Gustavo Babboni (1904–1905, 1908, 1912, 1. Oktober 1916–1917) und Giovanni Arzilli (1906–1907, 1910, 1. Oktober 1916–1917)

  - Regierungschef: Liste der Außenminister San Marinos Menetto Bonelli (1910–1918)

- Schweden
  - Staatsoberhaupt: König Gustav V. (1907–1950)
  - Regierungschef: Ministerpräsident Hjalmar Hammarskjöld (1914–1917)

- Schweiz[1]
  - Bundespräsident: Camille Decoppet (1916)
  - Bundesrat:
    - Eduard Müller (1895–1919)
    - Ludwig Forrer (1903–1917)
    - Arthur Hoffmann (1911–1917)
    - Giuseppe Motta (1911–1940)
    - Camille Decoppet (1912–1919)
    - Edmund Schulthess (1912–1935)
    - Felix Calonder (1913–1920)

- Serbien (besetzt)
  - Staatsoberhaupt: König Peter I. (1903–1918)
  - Regierungschef: Ministerpräsident Nikola Pašić (1912–1918)

- Spanien
  - Staatsoberhaupt: König Alfons XIII. (1886–1941)
  - Regierungschef: Regierungspräsident Álvaro Figueroa Torres (1915–1917)

- Vereinigtes Königreich
  - Staatsoberhaupt: König Georg V. (1910–1936)
  - Regierungschef:
    - Premierminister Earl Herbert Henry Asquith (1908–7. Dezember 1916)
    - Premierminister Earl David Lloyd George (7. Dezember 1916–1922)